# 스튜디오 썸머
스튜디오 썸머는 대한민국의 영화 제작사이다. 도자기 회사인 행남자기(杏南姿器)로 시작했다.

## 역사
1974년 5월 14일 행남특수도기로 설립되었다. 대한민국 최초(1953년 9월)의 커피잔 생산 업체이다.
1980년 행남사와 합병하여 증권거래소에 상장됐다. 1985년 86, 88 서울 올림픽 당시 올림픽 도자기 식기류 공식 공급업체였다.
1957년 본차이나 제조기술을 순수 개발했으며 1994년 금탑산업훈장을 수상했다.행남자기는 1963년 홍콩으로 대한민국 최초 도자기 수출을 한 업체로서 도자기 제조에 주력하고 있었다. 그러나 2000년대에 들어서면서 욕실상품에 진출하기로 했다.
2007년에는 노벨상 공식만찬의 식기 공급업체로 선정되면서 전량 공급의 영예를 안았으며 디자인은 수상자를 상징하는 별을 중심으로 한 것으로 알려졌다.
2014년 말 기준 118명의 종업원이 있으며 전라남도 목포에 본사, 서울에 디자인사무소, 여주에 공장을 두고 있었다.
행남자기는 자기류의 디자인 개혁에 주도적인 업체 중 하나이며 세계 도자업체들과 경쟁하기 위해 유명 디자이너 아릭 레비와 공동작업을 하는 한편 2008년 디자이너 이상봉과 합작한 한글 자기를 출시했다.
왕실 식기뿐 아니라 현대적인 디자인을 현재의 참살이 경향에 맞춘 제품을 다수 출시하고 있으며 2009년 200만 달러의 계약을 체결한 중화인민공화국 시장을 공략하기 위해 현지 매장 설립에 나서고 있다. 업체들이 위생 기준 때문에 고전하던 일본 시장에 진출하는 데 성공하면서 5천 세트 수출에 성공하는 한편 현지 바이어의 추가 주문이 이어지고 있다.
현재 청와대와 예멘 대통령궁에까지 자기류를 납품하고 있으며 전 세계 30여 개국 수출 시장을 개척, 확장을 위해 노력 중이다.
2014년 연결기준 연매출423억으로 공시하였으며 맛김 등을 제외한 순수 도자기 매출은 372억원으로 공시하였다.

### 영화사
2018년 말 영화사 두 곳을 인수하고 이듬해 초 CJ E&M 한국영화투자제작팀을 담당했던 이재필을 대표로 선임했다. 회사명도 ‘행남자기’에서 ‘행남사’로 바꿨던 것을 다시 ‘스튜디오 썸머’로 변경했다.